# Olympische Sommerspiele 1912/Turnen – Freies System (Männer)
Der Turnwettkampf im Freien System bei den Olympischen Spielen 1912 wurde am 10. Juli von 9:30 Uhr bis 12:30 Uhr und von 14:00 bis 16:00 Uhr im Olympiastadion Stockholm ausgetragen.
Jede Mannschaft musste aus mindestens 16 und maximal 40 Turnern bestehen. Diese mussten während des Wettkampfs gleichzeitig antreten und hatten dafür insgesamt eine Stunde Zeit. Bewertet wurde neben der Ausführung der Übungen an den Geräten auch das Verlassen und der Wechsel der Geräte sowie der Einmarsch zu Beginn. Am Ende wurden anhand eines Durchschnittswert der einzelnen Nationen die Abschlussplatzierungen ermittelt.

## Startreihenfolge
| Nr. | Nation          | Zeit              | Kleidung                                                                                          |
| --- | --------------- | ----------------- | ------------------------------------------------------------------------------------------------- |
| 1   | Deutsches Reich | 9:30 – 10:30 Uhr  | Weißes Trikot mit vertikalem roten Streifen auf der Brust und am Rücken, weiße Hose, gelbe Schuhe |
| 2   | Norwegen        | 10:30 – 11:30 Uhr | Weißes kurzärmliges Trikot, weiße Hosen, weißer Gürtel und weiße Schuhe                           |
| 3   | Dänemark        | 11:30 – 12:30 Uhr | Weißes kurzärmliges Trikot, weiße Hosen, weißer Gürtel und weiße Schuhe                           |
| 4   | Finnland        | 14:00 – 15:00 Uhr | Weißes kurzärmliges Trikot, weiße Hosen, schwarzer Gürtel und weiße Schuhe                        |
| 5   | Luxemburg       | 15:00 – 16:00 Uhr | Weißes Trikot mit Ärmeln bis zu den Ellenbogen, schwarze Hose mit weißem Muster                   |

## Punktrichter
| Punktrichter        | Nation          |
| ------------------- | --------------- |
| J. F. Allum         | Norwegen        |
| Abraham Clod-Hansen | Dänemark        |
| A. E. Syson         | Großbritannien  |
| Wagner-Hohenlobbese | Deutsches Reich |
| Ivar Wilskman       | Finnland        |

## Ergebnisse
| Rang | Nation          | Clod-Hansen | Allum | Syson | Wagner | Wilskman | Gesamt | Durchschnitt |
| ---- | --------------- | ----------- | ----- | ----- | ------ | -------- | ------ | ------------ |
| 1    | Norwegen        | 20          | 24    | 22    | 23,25  | 25       | 114,25 | 22,85        |
| 2    | Finnland        | 20          | 20    | 23    | 22,25  | 24       | 109,25 | 21,85        |
| 3    | Dänemark        | 23          | 19    | 21,5  | 20,75  | 22       | 106,25 | 21,25        |
| 4    | Deutsches Reich | 18          | 12    | 14    | 16,25  | 24       | 84,25  | 16,85        |
| 5    | Luxemburg       | 19          | 15,5  | 18    | 17     | 12       | 81,50  | 16,30        |

## Abschlussplatzierungen
| Rang | Nation | Punkte |
| ---- | --- | ------ |
| 1    | Norwegen Isak Abrahamsen, Hans Anton Beyer, Hartmann Bjørnsen, Alfred Engelsen, Bjarne Johnsen, Sigurd Jørgensen, Knud Leonard Knudsen, Alf Lie, Rolf Lie, Tor Lund, Petter Martinsen, Per Mathiesen, Jacob Opdahl, Nils Opdahl, Bjarne Pettersen, Frithjof Sælen, Øistein Schirmer, Georg Selenius, Sigvard Sivertsen, Robert Sjursen, Einar Strøm, Gabriel Thorstensen, Thomas Thorstensen, Nils Voss | 114,25 |
| 2    | Großfürstentum Finnland Kaarlo Ekholm, Eino Forsström, Eero Hyvärinen, Mikko Hyvärinen, Tauno Ilmoniemi, Ilmari Keinänen, Jalmari Kivenheimo, Karl Lund, Aarne Pelkonen, Ilmari Pernaja, Arvid Rydman, Eino Saastamoinen, Aarne Salovaara, Heikki Sammallahti, Hannes Sirola, Klaus Suomela, Lauri Tanner, Väinö Tiiri, Kaarlo Vähämäki, Kaarlo Vasama                                                  | 109,25 |
| 3    | Dänemark Axel Andersen, Hjalmart Andersen, Halvor Birch, Wilhelm Grimmelmann, Arvor Hansen, Christian Hansen, Marius Hansen, Charles Jensen, Hjalmar Johansen, Poul Preben Jørgensen, Carl Krebs, Vigo Meulengracht Madsen, Lukas Nielsen, Rikard Nordstrøm, Steen Olsen, Oluf Olsson, Carl Pedersen, Kristian Pedersen, Niels Petersen, Christian Svendsen                                             | 106,25 |
| 4    | Deutsches Reich Wilhelm Brülle, Erwin Buder, Walther Engelmann, Arno Glockauer, Walther Jesinghaus, Karl Jordan, Rudolf Körner, Heinrich Pahner, Kurt Reichenbach, Johannes Reuschle, Karl Richter, Hans Roth, Adolf Seebaß, Eberhard Sorge, Alexander Sperling, Alfred Staats, Hans Werner, Erich Worm                                                                                                 | 84,25  |
| 5    | Luxemburg Nicolas Adam, Charles Behm, André Bordang, Jean-Pierre Frantzen, Michel Hemmerling, François Hentges, Pierre Hentges, Jean-Baptiste Horn, Nicolas Kanivé, Émile Knepper, Nicolas Kummer, Marcel Langsam, Émile Lanners, Maurice Palgen, Jean-Pierre Thommes, François Wagner, Antoine Wehrer, Ferdinand Wirtz, Joseph Zuang                                                                   | 81,50  |